# Shahrestān-e Takāb
Shahrestān-e Takāb (persiska: شهرستان تكاب, تكاب) är en delprovins (shahrestan) i Iran.   Den ligger i provinsen Västazarbaijan, i den nordvästra delen av landet, 400 km väster om huvudstaden Teheran.
Delprovinsen hade 80 556 invånare 2016.